# Sch
Az sch trigráf, azaz hármas betű a latin ábécében.

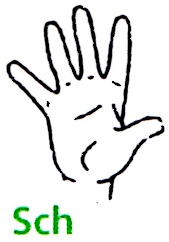
Sch betű a jelnyelvben

## Használat a német nyelvben
A német nyelvben az sch betű ugyanazt a hangot jelöli, mint a s a magyar só szóban. (IPA ʃ).